# Franz Kruckenberg
Franz Friedrich Kruckenberg (Uetersen, 21 de agosto de 1882 – Heidelberg, 19 de junho de 1965) foi um engenheiro e pioneiro em sistemas ferroviários de alta velocidade. Ele projetou vários trens de alta velocidade. Seu projeto mais famoso foi o Schienenzeppelin.
Kruckenberg nasceu em uma antiga família de comerciantes de Hamburgo. De 1904 a 1907, ele estudou engenharia mecânica na Technische Hochschule Charlottenburg em Berlim, graduando-se em engenharia naval. Antes da Primeira Guerra Mundial, ele projetou aeronaves e dirigíveis. Mesmo então, ele já criticava os dirigíveis por causa de seu explosivo enchimento de hidrogênio; e o uso civil de aeronaves por causa de seus altos custos de combustível e manutenção.

## O revolucionário Schienenzeppelin
Após a primeira Guerra Mundial, ele abriu uma consultoria de engenharia em Heidelberg. Inicialmente, ele trabalhou em um conceito de monotrilho suspenso, mas não conseguiu financiamento para um protótipo. Mais tarde, juntamente com Hermann Föttinger, fundou a Flugbahn-Gesellschaft mbH para construir um trem de alta velocidade movido a hélice, o "Schienenzeppelin". Os primeiros testes foram realizados em 25 de setembro de 1930 entre Kreiensen e Altenbeken na linha Braunschweig - Paderborn.
Em 21 de junho de 1931, seu Schienenzeppelin fez a primeira corrida na linha Hamburgo - Berlim. Entre Ludwigslust e Wittenberge, o Schienenzeppelin atingiu um recorde mundial de velocidade para trens de 230,2 km/h (143,0 mph). Foi o vagão mais rápido do mundo por mais de 20 anos. Um grande problema era a hélice, causando ruído e vento. Kruckenberg reconstruiu o Schienenzeppelin para um carro com tração hidráulica, que ainda tinha uma velocidade máxima de 180 km/h (110 mph) com apenas 441 kW.
O Schienenzeppelin foi revolucionário para o seu tempo, já que a aerodinâmica streamline perfil e o design leve foram comprovadas como características viáveis para ferrovias de alta velocidade. Embora as ideias de Kruckenberg continuem a influenciar o design de trens de alta velocidade hoje (ICE, Acela, TGV, AVE), o Schienenzeppelin foi descartado em 1939.

## SVT 137 - protótipo para seguir trens de alta velocidade
Depois que o Schienenzeppelin Kruckenberg projetou a classe DRG SVT 137 155 em 1934. Este protótipo de um DMU de três carros tinha uma transmissão diesel-hidráulica e estava pronto para serviço em 1938. Em um teste de funcionamento, em 23 de junho de 1939, este trem alcançou um mundo recorde de velocidade para trens a diesel de 215 km/h entre Hamburgo e Berlim. Partes desse conjunto de trem ainda estão preservadas em Dresden.
Após a Segunda Guerra Mundial, Kruckenberg projetou o DB Class VT 10.5 expresso diurno ("Senator", set de 7 carros) e noturno ("Komet", set de 8 carros) seguindo as idéias do SVT 137 155. Muitas das características de design do "Senador" foram adicionalmente baseadas no conceito Talgo. Ambos os trens eram de construção leve sem precedentes de 0,92 t / assento, mas apresentavam desvantagens na manutenção devido ao seu conceito de seis motores (quatro motores diesel para propulsão, dois para geração de eletricidade). Assim, eles foram retirados de serviço em 1959 e 1960, respectivamente.
Posteriormente, as DMUs DB Class VT 11.5 ("TEE") e DR Class VT 18.16 ("Vindobona") foram derivadas do conceito SVT 137 155 de Kruckenberg.

## Obras
- Franz Kruckenberg: Fernschnellverkehr und Verkehrshaus. Heidelberg 1959

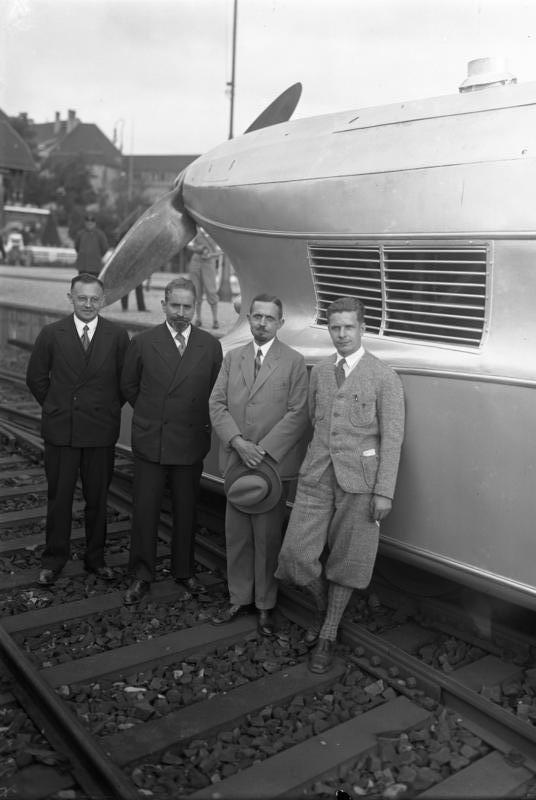
Kruckenberg (segundo a partir da esquerda) em frente ao Schienenzeppelin
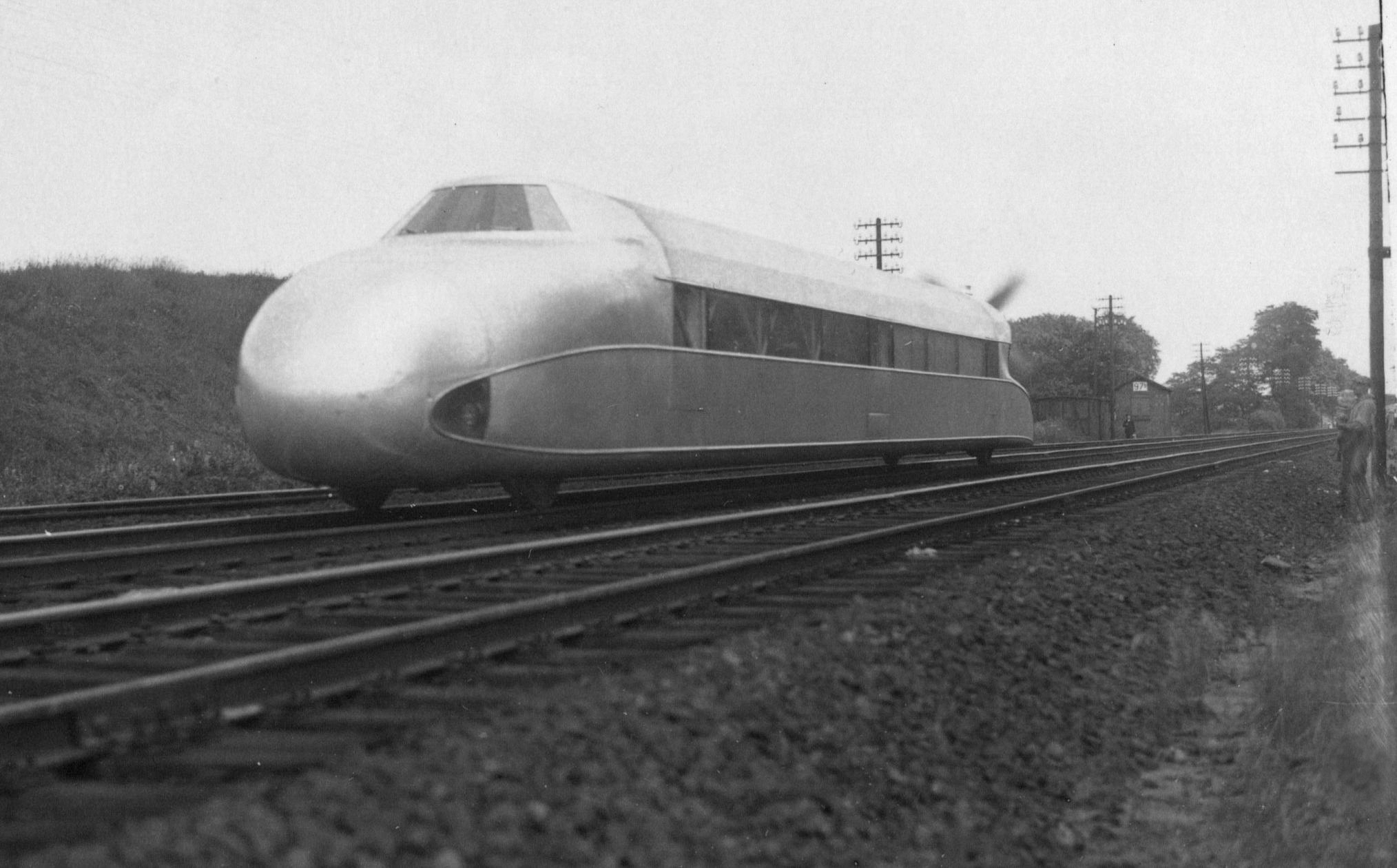
O Schienenzeppelin
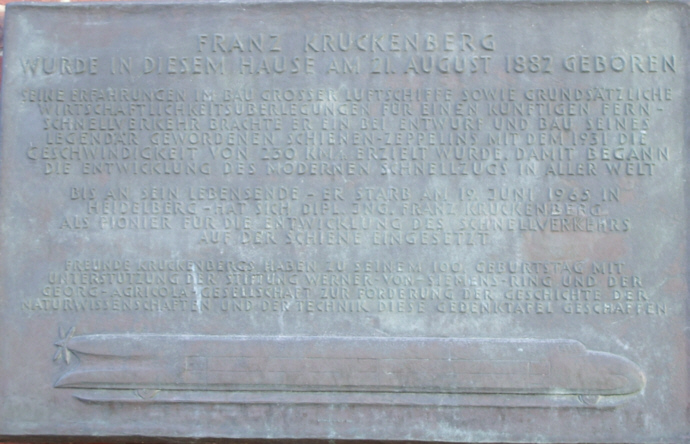
Placa comemorativa a Kruckenberg na casa em que nasceu na Moltkestraße em Uetersen